# Euphorbia lata
Euphorbia lata är en törelväxtart som beskrevs av Georg George Engelmann. Euphorbia lata ingår i släktet törlar, och familjen törelväxter. Inga underarter finns listade i Catalogue of Life.